# 진 혜공 (희진)
진 혜공(晉 惠公, ? ~ 기원전 637년, 재위 기원전 650년 ~ 기원전 637년)은 중국 춘추 시대 진나라의 임금이다. 휘는 이오(夷吾)다. 진 목공의 지원을 받아 진 헌공 사후 혼란에 빠진 진나라의 임금이 되었으나, 진나라에 신의를 잃어 진나라의 침입을 받아 사로잡히는 굴욕을 겪었다.

## 사적

### 망명 시절
헌공의 애첩 여희가 아들 해제를 낳고 헌공이 태자 신생을 대신하여 해제로 태자를 삼을 생각을 품으면서, 이오는 굴 땅에 봉해져 신생, 중이와 마찬가지로 서울에서 내보내졌다. 이오는 신생, 공자 중이(후의 진 문공)와 함께 어질어, 아버지에게서 소원해졌다.
진헌공 21년(기원전 655년), 공자 중이와 함께 입조했는데, 마침 태자 신생은 자신이 헌공 암살을 시도했다는 여희의 참소를 받아들였다는 소식을 듣고 신성으로 달아나 자결했다. 중이와 이오가 이를 원망한다는 말을 듣고 여희는 중이와 이오도 신생의 암살 음모에 가담했다고 참소하니, 이를 들은 중이와 이오는 각자 봉읍인 포와 굴로 달아나 수비 태세를 갖추었다. 헌공 23년(기원전 653년), 헌공은 가화를 보내 굴을 치고 이오를 죽이게 하니, 이오는 지킬 수가 없어서 적(狄)으로 달아나려 했으나, 극예(郤芮)가 작년에 중이가 거기로 망명했으니 공모했다는 의심을 살 것이라, 진나라와 친한 양(梁)나라로 달아나자고 하여 이에 따랐다.
양나라 공녀와 혼인하여, 아들 하나(회공)와 딸 하나를 두었다. 양백(곧 혜공의 장인)이 점을 치니 나중에 아들은 신하, 딸은 첩이 될 것이라 하여, 각각 이름을 어(圉: 마굿간지기)와 첩으로 지었다.

### 즉위
헌공 26년(기원전 651년), 헌공이 죽고 뒤를 이은 해제와 탁자를 이극이 차례로 죽이자, 공자 이오는 진나라를 힘입어 본국으로 돌아가 즉위했다. 《사기》와 《국어》에서 서로 맞지 않는 세부 내용은 아래와 같다.
- 《사기》에 따르면, 이극은 해제와 탁자를 죽이고 공자 중이를 진후로 모시려 했으나, 중이가 이를 사양했다. 이극이 공자 이오를 세우려 하자, 이오는 곧 돌아가려 했으나, 여생과 극예가 국내에도 공자들이 있는데 국외에서 임금을 모시려 하는 것을 의심스러워하여 즉위하고 황하 이서를 진나라에 갈라 주는 조건으로 지원을 요청하도록 제안했다. 또 이극에게도 분수 이북(분양) 땅을 뇌물로 주도록 했다. 이오는 이를 받아들였고, 진 목공은 이를 받아들여 군대를 보내 이오를 호위하여 진나라로 들여보냈다.[1]
- 《국어》에 따르면, 이극과 비정보가 도안이를 보내서 공자 중이를 모셔오려 했고, 여생은 극칭과 함께 포성오를 보내 공자 이오를 모셔오려 했다. 중이는 호언의 말을 받아들여 귀국하지 않으려 했고, 이오는 기예(극예)의 말을 받아들여 뇌물을 뿌려 국내외의 지지를 사고 귀국하려 했다. 한편 여생의 의견으로 진나라 대부들은 진나라에 임금 정해주기를 부탁했고, 진 목공은 공자 접(公子縶)을 보내 중이와 이오의 사람됨을 비교했다. 공자 접이 이오를 찾아가니 이오는 공석에서는 울기만 하다가 사석에서는 진나라에는 황하 이서의 다섯 성을 갈라주고 이극에게는 분수 이북을, 또 다른 진나라 대부 비정에게 부채 땅을 주겠다고 하며 도움을 요청했다. 앞서 중이는 군위에 대한 욕심을 전혀 보이지 않았으므로, 공자 접은 중이가 이오보다 어질다고 여기고, 못난 사람을 진나라 임금으로 세워 앞으로 또 진나라에 간섭할 여지를 열어두자고 진 목공에게 말했다. 목공은 이를 받아들여 이오를 진나라 임금으로 정했다.[4]

당시 패자 제 환공도 진나라의 혼란을 바로잡고자 제후들을 모아 진나라로 갔으나, 이미 진나라가 출병했다는 말을 듣고 사신으로 습붕을 보내 함께 진 혜공을 세웠다.

### 거듭되는 배신
혜공 원년(기원전 650년), 비정(邳鄭)을 진나라에 사자로 보내 하서 5성을 주기로 한 약속을 지킬 수 없다고 했으며, 또 이극에게 약속한 분수 이북 땅을 주지 않고 그 권력을 빼앗았으며, 다른 사람들에게도 약속한 뇌물을 주지 않았다. 4월, 동주 양왕의 사자 주공 기보 · 왕자 당은 제나라의 습붕과 진나라 대부와 회합하여 혜공을 진후로 세웠다. 이극을 죽였다. 사마천은 《사기》에서 “외국에 중이가 있어 변란을 일으킬 것을 두려워한 까닭”이라고 했고, 《좌전》에서는 “설명하기 위해”라고 했는데, 두예는 《춘추좌전집해》에서 “찬탈하지 않았다고 설명하기 위해”라고 했고, 양백준은 “임금을 시해한 악인을 징벌하기 위해”라고 했다. 그러나 이극을 죽이고는 “기예가 자신을 망쳤다.”라고 후회했다.
형 공태자 신생을 개장했다.
진나라로 간 비정은 여생 · 극칭 · 기예 셋이 진나라에 뇌물을 못 주게 하는 것이니 이들을 유인하면 자신이 진 혜공을 쫓아내고 공자 중이를 모시겠다고 제안했다. 겨울에 진 목공이 대부 영지를 보내 이 셋을 초빙하자, 셋은 진 목공의 음모를 알아채고 선수를 쳐 비정 · 기거 · 공화 · 가화 · 숙견 · 추천 · 누호 · 특궁 · 산기 등 이극과 비정의 당을 몰살했다. 사마천은 이 때문에 백성들이 혜공을 따르지 않았다고 기록했다.
혜공 4년(기원전 647년), 진나라에 거듭 흉년이 들어 혜공은 진나라에 곡식을 팔기를 요청했고, 진 목공은 이를 받아들였다. 혜공 5년(기원전 646년), 진나라에 흉년이 들자 혜공은 하상의 곡식을 진나라에 보내주려 했는데, 괵사가 이미 뇌물을 안 줬으니 이런 것은 줘 봐야 진나라의 원망만 살 뿐이라며 만류하자 혜공은 이를 따랐다. 또 괵사가 이 틈에 진나라를 치자고 하자 혜공은 출병 준비를 했다. 경정이 작년에 입은 은혜를 배반하지 말라고 간언했으나 혜공은 듣지 않았다.

### 한원 전투
진 혜공이 하서 다섯 성을 주지 않고, 작년에 기근으로 인해 진나라 신세를 또 졌으면서 진나라의 기근에 양곡을 보내지 않았다. 그 때문에, 진목공은 혜공 6년(기원전 645년) 봄에 진나라로 쳐들어갔다. 진혜공은 세 번 져 한(韓) 땅에 이르렀다. 보양을 융차의 어자로 삼고 가복도를 차우로 삼았으며, 정나라 말 소사를 탔다. 경정은 소사가 진나라에 익숙하지 않아 전장에서 놀랄 것을 우려했으나, 진혜공은 듣지 않았다. 9월, 진혜공은 진나라와 싸우기 위해 한간을 정탐으로 보냈고, 한간이 돌아와 진나라 군대가 아군에 비해 적으나 그 투지는 분노로 인해 매우 높다고 했으나 진혜공은 싸우러 와서는 물러나면 적에게 만만히 여김을 받을 것이라고 하고 마침내 선전포고하고 전투에 임했다. 도중에 소사가 놀라 수레가 멈춰 진혜공이 빠져나오지 못하는데 진나라 군사가 접근하자, 군박해진 진혜공은 경정을 불렀다. 경정은 자신은 가지 않고 진목공을 공격하여 거의 사로잡으려 하는 양유미 · 한간 · 괵사에게 가서 진혜공을 구출하도록 요청했으나, 이들이 진목공을 놔주고 오는 사이에 진혜공이 사로잡혔다. 진목공은 진혜공을 놓아 주는 대신, 태자 어(후의 회공)를 볼모로 잡아가고, 진혜공이 즉위하며 약속한 하외 5성을 받아갔다.

### 죽음
혜공 13년(기원전 638년), 혜공은 병이 들어, 혜공 14년(기원전 637년) 9월에 죽었다. 태자 어가 뒤를 이어 즉위했다.

## 가족 관계
- 진 헌공 (아버지)
- 소융희 (어머니)
  - 진 혜공
  -  ? (양나라 공녀)
    - 진 회공 (아들)
    - 첩 (딸)

  -  ?
    - (그 외의 아들들)